# Scymninae
Sous-famille
Les Scymninae sont une sous-famille d'insectes coléoptères de la famille des coccinelles. Elle doit être dorénavant plutôt considérée comme une tribu des Coccinellinae, les Scymnini. 

## Description
Les Scymninae ou Scymnini sont généralement de petite taille, de forme ovale ou oblongue et nettement convexe (en forme de dôme). La face dorsale est généralement pubescente, c'est-à-dire recouverte de poils courts. Leur couleur est généralement sombre et terne, brun, noir, brun rougeâtre ou jaunâtre. Les larves sont couvertes de cire blanchâtre. Ils se nourrissent d'aphidiens, de cochenilles, et d'autres de petits insectes,.

## Classification
La classification de l'ensemble des sous-familles est en cours de révision depuis les travaux d'Adam Ślipiński sur les Coccinellidae d'Australie (2007, 2011),,qui suivent ceux de Hiroyuki Sasaji (1968). Selon ces travaux, basés à la fois sur la biologie moléculaire et sur la morphologie, il n'y a plus d'argument suffisant pour distinguer autant de sous-familles, et les Scymninae sont désormais à considérer comme une tribu, les Scymnini, au sein des Coccinellinae. Les tribus actuelles de la sous-famille disparaissent donc, et les genres comprennent désormais des sous-genres.

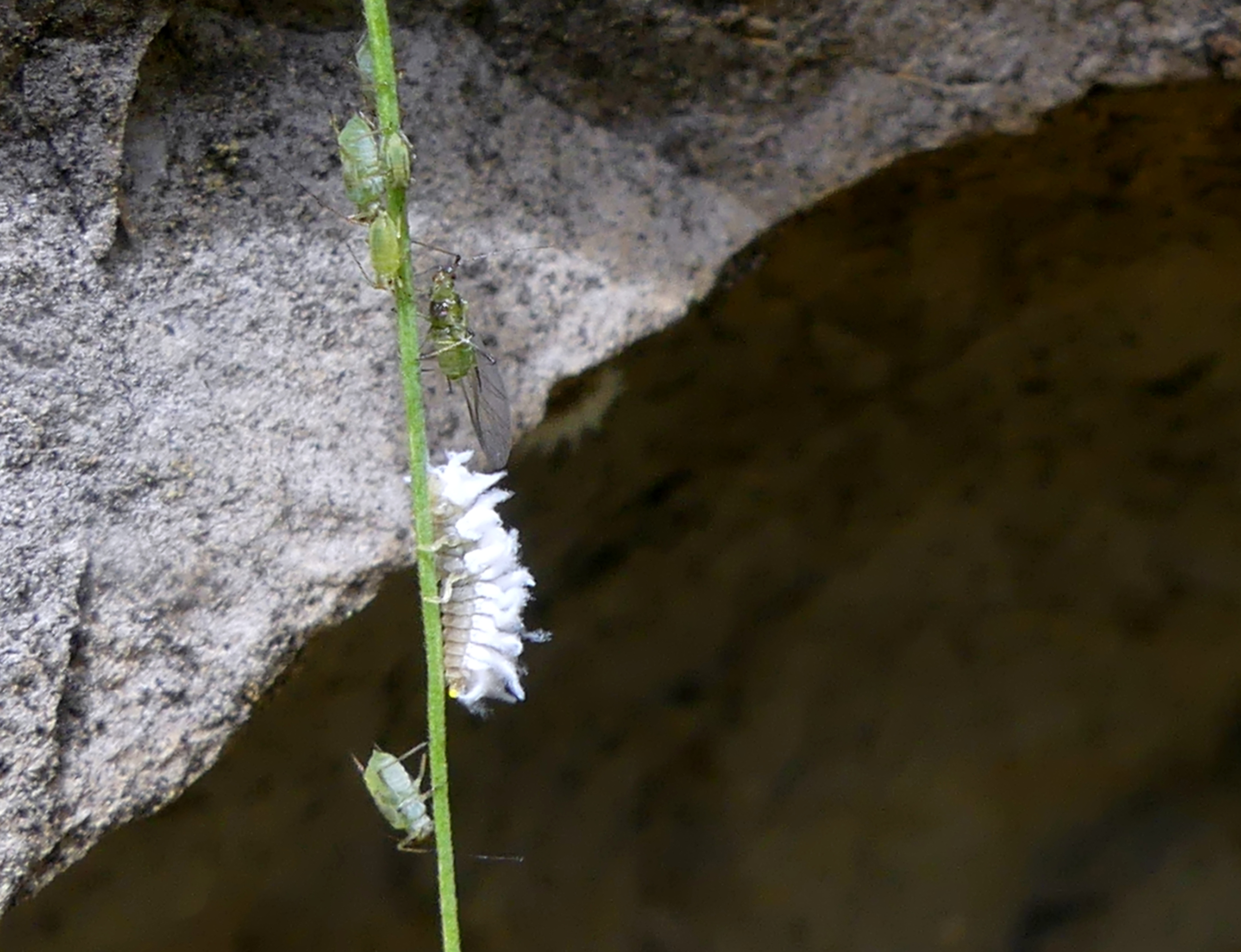
Vue d'une larve de Scymnus sur une tige avec des pucerons
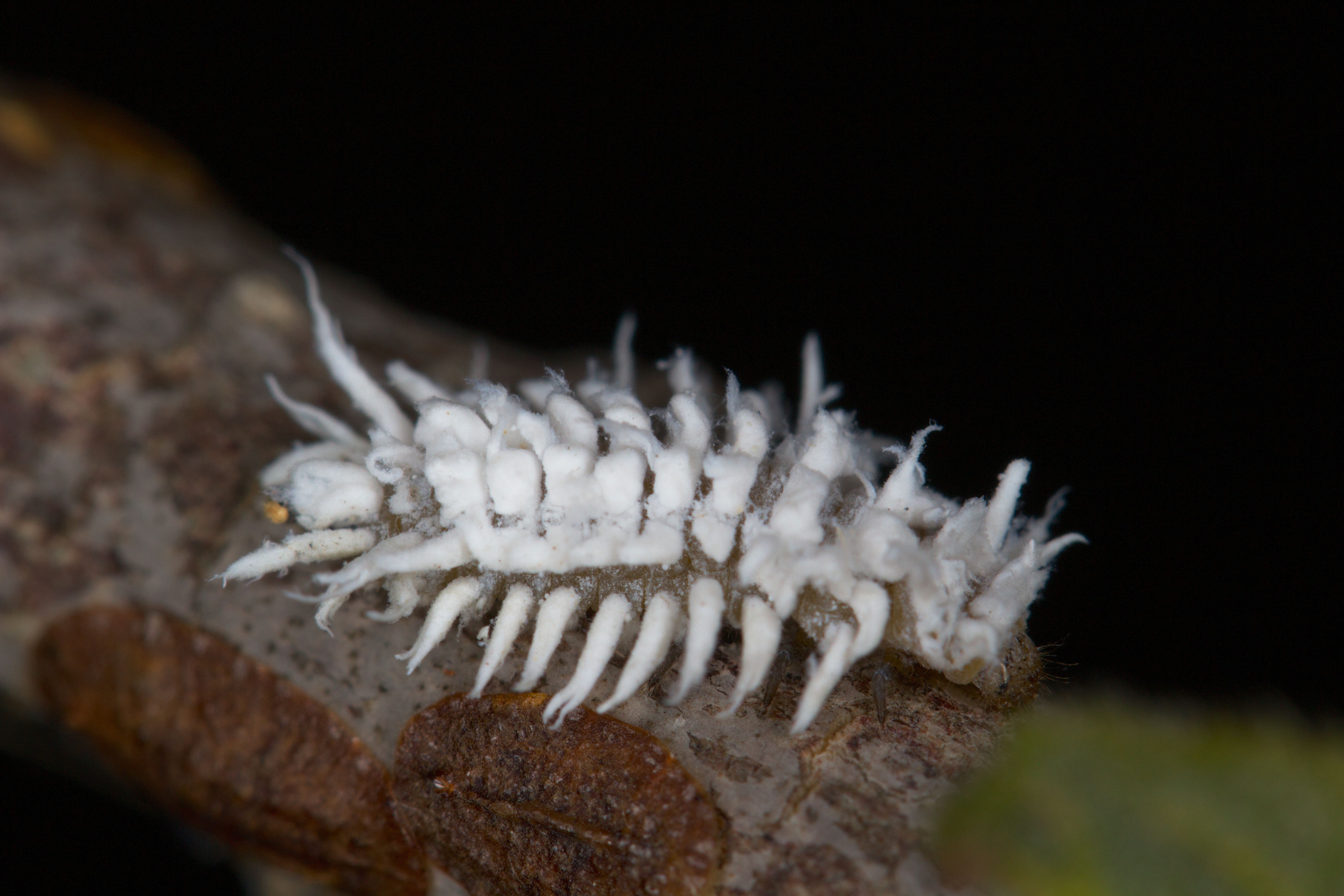
Larve de Cryptolaemus montrouzieri

## Liste des tribus et genres rencontrés en Europe
- tribu des Diomini :
  - Diomus Mulsant 1850
- tribu des Hyperaspidini :
  - Hyperaspis Dejean 1833
- tribu des Noviini :
  - Novius Mulsant 1850
  - Rodolia Mulsant 1850
- tribu des Scymnini :
  - Clitostethus Weise 1885
  - Cryptolaemus Mulsant 1853
  - Nephus Mulsant 1846
  - Scymnus Kugelann 1794
- tribu des Stethorini :
  - Stethorus Weise 1885

## Liste des tribus, genres et espèces
Selon ITIS (29 août 2014) :
- genre Cryptognatha Mulsant, 1850
- genre Cryptogonus Mulsant, 1850
- genre Cryptolaemus Mulsant, 1853
- genre Decadiomus Chapin, 1933
- genre Didion Casey, 1899
- genre Diomus Mulsant, 1850
- genre Nephaspis Casey, 1899
- genre Nephus Mulsant, 1846
- genre Pentilia Mulsant, 1850
- genre Sasajiscymnus Vandenberg, 2004
- genre Scymnobius Casey, 1899
- genre Scymnodes Blackburn, 1889
- genre Scymnus Kugelann, 1794
- genre Selvadius Casey, 1899
- genre Stethorus Weise, 1885
- genre Zagloba Casey, 1899
- genre Zilus Mulsant, 1850

Selon NCBI (29 août 2014) :
- tribu des Aspidimerini
  - genre Aspidimerus
  - genre Cryptogonus
  - genre Pseudaspidimerus
    - Pseudaspidimerus trinotatus
- tribu des Brachiacanthadini
  - genre Brachiacantha
  - genre Cyra
  - genre Tenuisvalvae
- tribu des Cryptognathini
  - genre Cryptognatha
- tribu des Hyperaspidini
  - genre Hyperaspidius
    - Hyperaspidius mimus

  - genre Hyperaspis
    - Hyperaspis lateralis
    - Hyperaspis maindroni
- tribu des Pentiliini
  - genre Curticornis
  - genre Pentilia
- tribu des Scymnini
  - genre Axinoscymnus
    - Axinoscymnus cardilobus
    - Axinoscymnus nigripennis
    - Axinoscymnus puttarudriahi

  - genre Clitostethus
    - Clitostethus arcuatus

  - genre Cryptolaemus
    - Cryptolaemus montrouzieri

  - genre Diomus
    - Diomus kamerungensis
    - Diomus notescens
    - Diomus terminatus

  - genre Horniolus
  - genre Nephus
    - Nephus bisignatus
    - Nephus includens
    - Nephus quadrimaculatus
    - Nephus redtenbacheri
    - Nephus regularis
    - Nephus reunioni

  - genre Pseudoscymnus
  - genre Sasajiscymnus
    - Sasajiscymnus tsugae

  - genre Scymnodes
  - genre Scymnus
    - Scymnus abietis
    - Scymnus apetzi
    - Scymnus auritus
    - Scymnus coccivora
    - Scymnus frontalis
    - Scymnus haemorrhoidalis
    - Scymnus interruptus
    - Scymnus latemaculatus
    - Scymnus nubilus
    - Scymnus oestocraerus
    - Scymnus rubromaculatus
    - Scymnus subvillosus
    - Scymnus suturalis
- tribu des Selvadiini
  - genre Selvadius
- tribu des Stethorini
  - genre Stethorus
    - Stethorus cantonensis
    - Stethorus punctillum